# Karl Spamer
Karl Spamer (* 4. November 1842 in Gießen; † 18. Mai 1892 in Darmstadt) war ein deutscher Psychiater.

## Leben
Karl Spamer studierte an der  Hessischen Ludwigs-Universität Medizin. 1861 wurde er Mitglied des Corps Starkenburgia. 1866 wurde er zum Dr. med. promoviert. Von 1866 bis 1870 arbeitete er als Assistenzarzt in der Irrenanstalt Hofheim. Am Deutsch-Französischen Krieg nahm er als freiwilliger Militärarzt teil. Nach ärztlichen Tätigkeiten in Berlin und Wien ließ er sich 1874 als Arzt in Gießen nieder. 1876  habilitierte er sich an der Universität Gießen für Psychiatrie. 1881 wurde er Kreisassistenzarzt in Mainz. 1883 wurde er zum Kreisarzt in Lauterbach und 1885 in Bingen ernannt. Er trug den Titel eines Medizinalrates. Er starb mit 49 Jahren.
Neben seinen Veröffentlichungen machte sich Spamer einen Namen durch die Entwicklung elektromedizinischer Apparate und Geräte. Besonders sind hier der Induktionsapparat nach Spamer,  das Spamer'sche Glas-Element und die Tauchbatterie nach Spamer zu nennen.

## Schriften
- Über Aphasie und Asymbolie, nebst Versuch einer Theorie der Sprachbildung, 1876
- Physiologie der Seele: Die seelischen Erscheinungen vom Standpunkte der Physiologie und der Entwickelungsgeschichte des Nervensystems aus wissenschaftlich und gemeinverständlich dargestellt, 1877
- Experimenteller und kritischer Beitrag zur Physiologie der halbkreisförmigen Kanäle, 1880